# أحمد تراوري
أحمد تراوري هو لاعب كرة قدم فرنسي، ولد في 7 مارس 2002 في باريس في فرنسا.

## وصلات خارجية
- أحمد تراوري على موقع قاعدة بيانات كرة القدم.إي يو (الإنجليزية)
- أحمد تراوري على موقع Soccerway.com (الإنجليزية)
- أحمد تراوري على موقع عالم كرة القدم.نت (الإنجليزية)